# Bankéřka (film)
Bankéřka (francouzsky La Banquière) je francouzské filmové drama z roku 1980 režírované Francisem Girodem, které bylo volně inspirováno životem Marthy Hanauové, francouzské defraudantky obchodující na finančních trzích. Hudbu zkomponoval italský skladatel Ennio Morricone. Hlavní postavu energické bankéřky ztvárnila Romy Schneider.

## Děj
Na přelomu dvacátých a třicátých let 20. století sílí na evropském kontinentu fašismus a ve Francii o moc soupeří konzervativní pravice s levicovou Národní frontou.
Francouzskou celebritou tohoto období je atraktivní a charismatická majitelka bankovního domu Emma Eckhertová, která vzešla ze středostavovských poměrů a zázračně zbohatla spekulacemi na burze. Přes pochybné nabytí majetku však sama hlásá morální zásady a získává sympatie lidu na svou stranu, když mu nabízí výhodnější podmínky investování a úročení vkladů, než tradiční konkurence. Dokonce uzavírá kontrakt s italským vůdcem Benitem Mussolinim. To však naráží na odpor a strach konzervativních bankéřů, kteří se ji snaží pomocí intrik a s podporou nejvyšších politických kruhů v čele s premiérem zlikvidovat. V novinách se propírá její možná lesbická orientace, poměr s mladým levicovým aktivistou Lecoudrayem či pochybnosti o biologickém mateřství jejího syna.
Poté, co je uvězněna, dokáže z nemocnice uprchnout, ale znovu se vrací za mříže. Policie jí znemožňuje vyplatit vkladatele, přestože se banka nenachází v insolvenci. Stoupenci bankéřky zakládají městské výbory na její podporu. Opět svobodná k nim promlouvá na shromáždění. Najatý atentátník však uprostřed projevu ukončuje její život.

## Obsazení
| Romy Schneider         | Emma Eckhertová       |
| Daniel Mesguich        | Rémy Lecoudray        |
| Jean-Louis Trintignant | Horace Vannister      |
| Marie-France Pisier    | Colette Lecoudrayová  |
| Claude Brasseur        | Largué                |
| Jean-Claude Brialy     | Paul Cisterne         |
| Jean Carmet            | Duvernet              |
| Jacques Fabbri         | Moïse Nathanson       |
| Noëlle Châtelet        | Camille Sowcroftová   |
| Daniel Auteuil         | Duclaux               |
| Thierry Lhermitte      | Devoluy               |
| Alan Adair             | Sir Charles           |
| François-Régis Bastide | ministr spravedlnosti |
| Arnaud Boisseau        | Armand                |
| Yves Brainville        | Prefaille             |
| Philippe Brizard       | Chériaux              |
| Francis Claude         | předseda soudu        |
| Philippe Collin        | Savatier              |
| Georges Conchon        | Bréhaud               |
| Claude Darget          | Bourseul Martilly     |
| Régine Deforges        | Američanka            |
| Michel Delahaye        | hlavní účetní         |
| Hubert Deschamps       | komisař               |
| Michel Messie          | hlasatel              |
| Guillaume Hanoteau     | pan Radignac          |
| Jean-Pierre Honoré     | Bob                   |
| Jean-Paul Muel         | notář v Lille         |
| Étienne Périer         | starosta Meudonu      |
| Stéphane Raphaël       | Andy                  |
| Eric Raphaël           | Jerry                 |
| Jean-Michel Ribes      | zapisovatel           |
| Isabelle Sadoyanová    | sestra Hermance       |
| Françoise Ulrichová    | paní Eckhertová       |
| Alfred Willenbucher    | pan Eckhert           |